# Spirodela sichuanensis
Spirodela sichuanensis là một loài thực vật có hoa trong họ Ráy (Araceae). Loài này được M.G.Liu & K.M.Xie miêu tả khoa học đầu tiên năm 1983.